# D-A-d-g-a-d
D-A-d-g-a-d is een  alternatieve gitaarstemming waarbij de gebruikelijke E-A-d-g-b-e-stemming is veranderd, door de (van hoge naar lage snaren geteld) eerste, tweede en zesde snaar een hele toon te verlagen.
Deze stemming is in de gitaarwereld bekendgemaakt door de Britse folkgitarist Davey Graham. Graham gebruikte deze stemming intensief in zijn benadering van Keltische muziek, maar ook in folkmuziek en muziek uit India en Marokko.
De eerste bekende gitaristen in de traditionele Ierse muziek die deze stemming gebruikten waren Mícheál Ó Domhnaill en Dáithí Sproule. Vandaag de dag is het een gebruikelijke stemming in dit genre, omdat het met deze stemming makkelijker is de klank te benaderen van doedelzakken uit de traditionele Keltische muziek. Ook Meric Long van "The dodos" gebruikt deze stemming vaak.
Andere bekende gitaristen die de D-A-d-g-a-d-stemming gebruiken in de traditionelere muziek zijn Stan Rogers, Pierre Bensusan, Bert Jansch, Richard Thompson, Soig Siberil, Gilles Le Bigot en Paul McSherry.
In populaire muziek heeft Neil Young veel pionierswerk verricht voor deze stemming. Hij gebruikte haar in klassieke liedjes als Mr. Soul, Cinnamon girl, Cortez the Killer en Ohio.
D-A-d-g-a-d werd ook gebruikt door Jimmy Page van Led Zeppelin. Op het debuutalbum van de band, "Led Zeppelin", gebruikte hij deze gitaarstemming in het nummer "Black Mountain Side". Later gebruikte hij haar nogmaals in het nummer "Kashmir", te vinden op het album "Physical Graffiti".